# Masacre de Lucanamarca
La masacre de Lucanamarca fue el asesinato de 69 campesinos del pueblo peruano de Santiago de Lucanamarca y sus alrededores el 3 de abril de 1983 en la región de Ayacucho. La masacre fue perpetrada por el grupo terrorista Sendero Luminoso, la organización maoísta que inició la época del terrorismo en el Perú. 
Por este hecho, Abimael Guzmán, fundador de Sendero Luminoso, y la líder senderista Elena Iparraguirre, fueron condenados a cadena perpetua como autores intelectuales de la masacre.

## Antecedentes
El 17 de mayo de 1980, Sendero Luminoso inició una guerra contra el Estado peruano. A pesar de que en un principio la mayoría de los huancasanquinos apoyaban a la guerrilla, sus excesos y abusos con la población cambiaron esta tendencia, y la comunidad se organizó para hacerles frente.
El 22 de marzo de 1983, varios integrantes de las rondas campesinas (una organización de autodefensa surgida entre el campesinado) asesinaron a Olegario Curitomay, un comandante senderista, en Lucanamarca, un pequeño pueblo en la provincia de Huanca Sancos en Ayacucho. Lo llevaron a la plaza de armas del pueblo, lo apedrearon, acuchillaron y prendieron fuego, para rematarlo con un disparo.
Según todos los indicios, este hecho fue el origen del ensañamiento de Sendero con la población de Lucanamarca.

## La masacre
El 3 de abril, un contingente de 60 militantes de Sendero Luminoso entró en la provincia de Huanca Sancos, en los pueblos de Yanaccollpa, Ataccara, Llacchua, Muylacruz y Lucanamarca, donde, con el pretexto de imponer una "sanción ejemplar" a su población, mataron a 69 personas. De los asesinados, 18 eran niños, incluyendo uno que tenía solo seis meses de edad. También mataron a once mujeres, algunas de las cuales estaban embarazadas. Ocho de las víctimas tenían entre cincuenta y setenta años de edad. La mayoría de las víctimas murieron por heridas de machete y hacha, y algunos fueron disparados a corta distancia en la cabeza. Los miembros de Sendero Luminoso también quemaron a los pobladores con agua hirviendo. Esta fue la primera masacre de Sendero Luminoso entre la comunidad campesina. La atrocidad con que se cometió fue descrita por una de las primeras personas que llegó a su escenario:

... con las manos y los pies amarrados, hasta las trenzas salidas de las señoritas, a quienes los habían cortado con hacha, cuchillo, pico, incluso les habían echado agua caliente (...) encontraron a los niños quemados sus manitos, caritas, (...) a los niños recién nacidos les habían sacado las tripas y pisado sus cabezas hasta que salgan sus sesos...

Abimael Guzmán, el fundador y cabecilla de Sendero Luminoso, admitió que ellos llevaron a cabo la masacre y explicó la racionalidad detrás de ello en una entrevista con El Diario, un periódico a favor de Sendero Luminoso con base en Lima. En la entrevista, dijo:

Frente a acciones militares reaccionarias... respondimos con una acción devastadora: Lucanamarca. Ni ellos ni nosotros lo hemos olvidado, es seguro, porque obtuvieron una respuesta que no imaginaron posible. Más de 80 fueron aniquilados, esa es la verdad. Y decímos abiertamentamente que hubo excesos, como se analizó en 1983. Pero todo en la vida tiene dos aspectos. Nuestra tarea fue asestar un golpe devastador... para hacerlos entender que no iba a ser fácil. En algunas ocasiones, como esa, fue la jefatura central misma quien planeó la acción y dio las instrucciones. Así es como era. En ese caso, lo principal es que les asestamos un golpe devastador, los detuvimos y entendieron que estaban tratando con un tipo diferente de luchadores populares, que no eramos los mismos que aquellos con los que habían peleado antes.  Esto fue lo que entendieron. Los excesos son el aspecto negativo... Si dieramos a las masas  muchas restricciones, requerimientos y prohibiciones, no significaría que en el fondo no quisieron que las aguas se desbordaran. Y lo que necesitábamos era que las aguas se desbordaran... porque sabemos que cuando un río desborda sus orillas, causa devastación... El punto principal era hacerles entender que eramos una nuez dura de romper y que estabamos listos para todo.
Abimael Guzmán sobre el hecho.

## Condena
A la larga, Sendero Luminoso perdió la guerra contra el Estado peruano, y Abimael Guzmán y varios miembros de la cúpula senderista fueron capturados en Lima en 1992. El 10 de septiembre de 2002, Guzmán dijo a la Comisión de la Verdad y de la Reconciliación: 

"Nosotros, doctores, reiteramos que no evadiremos nuestra responsabilidad [por la masacre de Lucanamarca]. Yo tengo la mía, soy el primer responsable y nunca renunciaré a mi responsabilidad, pues no tendría sentido."

El 13 de octubre de 2006, Guzmán y Elena Iparraguirre fueron sentenciados a cadena perpetua por varios cargos que incluyeron la orden de la masacre de Lucanamarca. Además, a Guzmán se le ordenó pagar S/. 250.000 a las víctimas. En enero de 2008, la Corte Suprema del Perú confirmó que Guzmán ordenó la matanza y mantuvo la cadena perpetua.

## La historia de Edmundo Camana
Edmundo Camana Sumari fue uno de los siete supervivientes de la masacre de Lucanamarca. Se hizo célebre por la foto en la que aparecía con una venda en la cabeza que le cubría uno de los ojos, que fue la imagen emblema de varias exposiciones sobre la matanza. Óscar Medrano, autor de la famosa foto, lo identificó con el nombre de Celestino Ccente.
Camana era un campesino de Huanca Sancos, Ayacucho. Aquel fatídico día, llegaba a caballo desde Condorhuachana cuando se topó con un grupo de senderistas. Estos lo capturaron junto a otras doce personas más que se dirigían a una faena comunal. En Muylacruz, después de haberles azotado, los obligaron a tenderse al suelo donde uno a uno fueron ejecutándolos a hachazos. Edmundo Camana quedó tendido inconsciente y gravemente herido, pero logró escapar al ser dado por muerto. Después de recibir asistencia médica en Huanca Sancos, fue trasladado al hospital de Ayacucho debido a la gravedad de sus heridas en la cabeza y cuello. Allí fue donde se le tomó la famosa foto, aunque ocultó su verdadera identidad debido al terror de que lo volvieran a capturar los senderistas.
Debido a estos temores y al desamparo de las autoridades, Edmundo Camana renunció a testificar ante la Comisión de la Verdad y de la Reconciliación (CVR) durante las audiencias de Lucanamarca en el 2002.
En abril de 2008, con motivo de la conmemoración del 25 aniversario del suceso, el periodista Óscar Medrano se propuso encontrar a aquel sufrido hombre de nombre Celestino Ccente, llegando hasta él gracias a otro superviviente que lo identificó como Edmundo Camana Sumari. Guiados por un familiar de Camana, lo encontraron viviendo en una cueva, en unas condiciones lamentables y muy enfermo. En 2009, se le ofreció ser inscrito en el registro de víctimas de la masacre, y fue trasladado a un hospital de Lima para tratar sus dolencias. En la única entrevista que se le realizó, se mostró crítico con el trabajo de la CVR. Falleció unos días después, el 24 de marzo en el Hospital Militar Central de Lima, ciudad en la que fue enterrado. Algunos medios denunciaron que sus últimos días de vida fueron utilizados políticamente.

## Comisión de investigación
A pesar de las dimensiones y la brutalidad de la matanza de Lucanamarca, las autoridades no realizaron ninguna investigación para esclarecer los hechos, limitándose a una operación militar contra la columna que ejecutó la barbarie.
No fue hasta 2002, cuando la Comisión de la Verdad y de la Reconciliación, creada en 2001 para elaborar un informe sobre la violencia armada interna vivida en el Perú durante el periodo 1980-2000, cuando se llevó a cabo un detallado estudio sobre la masacre de Lucanamarca. Tras los informes de la Comisión de Derechos Humanos, la Unidad de Investigación Forense y la Fiscalía Provincial Mixta de Huanca Sancos, comenzó la exhumación de las fosas comunes en que fueron depositados los cuerpos de los asesinados.
Tras el traslado a Lima para su identificación, los cuerpos fueron enviados a Lucanamarca donde, el 10 de enero de 2003, y tras una emotiva ceremonia a la que asistió el presidente Alejandro Toledo Manrique, fueron enterrados en su cementerio municipal. 62 de las 69 víctimas del suceso pudieron ser identificadas.
La comisión estableció que, según el artículo 3º común a los Convenios de Ginebra, los hechos acaecidos en Lucanamarca son constitutivos de un delito de Crímenes contra la humanidad, y traspasó al estado la determinación de las penas correspondientes a los responsables de la masacre. El 13 de octubre de 2006, Abimael Guzmán y Elena Iparraguirre fueron sentenciados a cadena perpetua por varios cargos que incluyeron la orden directa de la masacre de Lucanamarca.

## Monumento
En recuerdo de la masacre, se erigió en el pueblo un monumento como homenaje a las víctimas, una pirámide inaugurada el 3 de abril de 2007, con el texto:

"En memoria de las víctimas del conflicto armado interno (1980-2000) del distrito de Santiago de Lucanamarca."

El monumento fue financiado por la Asociación de Familiares de las Víctimas de la Violencia Política del Distrito de Santiago de Lucanamarca, la Municipalidad Distrital de Santiago, la Comisión de Derechos Humanos COMISEDH, el Servicio Alemán de Cooperación Social-Técnica y la Embajada de Finlandia.

## Documental
En 2009 fue presentado en el Festival Internacional de Cine Documental de Ámsterdam el film documental Lucanamarca (70 min.), dirigido por los peruanos Carlos Cárdenas y Héctor Gálvez, que relata los sucesos acaecidos el 3 de abril de 1983, con testimonios de supervivientes y políticos, y explica el terrible impacto que tuvo el suceso en toda la región. Además, hace un recorrido por las calles del pueblo en la actualidad.
El documental tuvo una gran aceptación, y fue presentado en los festivales de cine Festival Internacional de Cine de Guadalajara, Amnesty International Movies that Matter Festival de La Haya, DOK FEST Múnich, Festival Internacional de Cine en Derechos Humanos de Ciudad de México, Sídney Latin American Film Festival y EDOC de Ecuador.